# Teatro Gustavo Modena (Genova)
Il Teatro Gustavo Modena, o Teatro Modena, è un teatro italiano, sito a Genova nel quartiere di Sampierdarena.

Dal 2018 fa parte del Teatro Nazionale di Genova.
Dal 1934 è sottoposto a vincolo di tutela da parte della soprintendenza.

## Storia

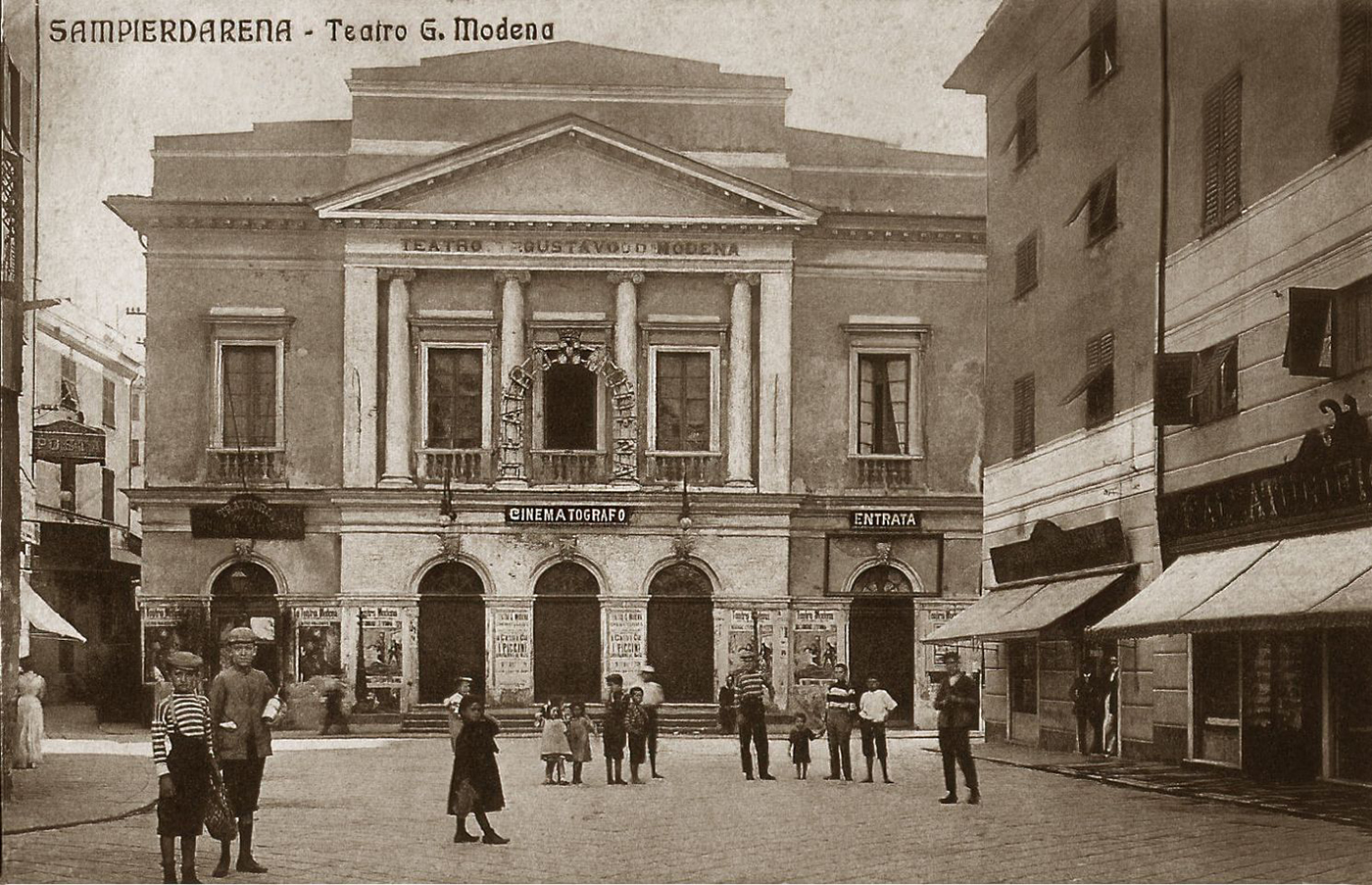
Il Teatro Gustavo Modena in una foto della prima metà del Novecento

La costruzione del teatro fu avviata nel 1856, grazie al finanziamento dei maggiori esponenti della borghesia industriale e mercantile sampierdarenese, all'epoca comune autonomo. Costruito su disegno del giovane architetto Nicolò Bruno su un terreno adiacente alla Villa Centurione del Monastero acquistato allo scopo, fu inaugurato il 19 settembre 1857 con una rappresentazione dell'opera semiseria Tutti in maschera del veronese Carlo Pedrotti.
Il teatro, intitolato al patriota e attore teatrale Gustavo Modena, si affaccia sull'omonima piazza pedonale prospiciente, sita tra via Buranello e piazza Vittorio Veneto. Si tratta del "gemello" del Teatro Sociale di Camogli, entrambi progettati dai fratelli Bruno (Salvatore e Nicolò) e ristrutturati decenni dopo dal nipote Raffaele Bruno.
Dotato di una ottima acustica, visse un periodo di grande splendore nell'Ottocento, ospitando spettacoli di lirica e prosa delle maggiori compagnie dell'epoca. Nei primi del Novecento, pur continuando a ospitare in scena i più celebri artisti teatrali, subì il graduale declino comune ai grandi teatri d'opera sia per i mutamenti sociali, sia per l'avvento del cinematografo. Restaurato tra il 1920 e il 1922 da Raffaele Bruno, nipote del progettista, fu riaperto il 23 dicembre 1923 con una rappresentazione della Carmen di Bizet, ma dal 1936 fu utilizzato prevalentemente come sala cinematografica. Nel 1979 ricominciarono a esservi rappresentati spettacoli teatrali, il primo dei quali fu la Petite messe solennelle di Gioachino Rossini, ma nel 1983 fu chiuso perché la struttura non era più conforme alle nuove e più severe norme di sicurezza.
Utilizzato per vari anni come cinema, e dopo un periodo di chiusura, all'inizio degli anni novanta furono stanziati i finanziamenti per i lavori di messa in sicurezza e consolidamento della struttura, realizzati tra il 1996 e il 1997. Reinaugurato ufficialmente il 31 ottobre 1997 con lo spettacolo Snaporaz Fellini di Giorgio Gallione, da quella data diventò sede degli spettacoli della compagnia Teatro dell'Archivolto.
Nel marzo 2018, infine, con la fusione della compagnia dell'Archivolto e quella del Teatro Stabile di Genova, il Gustavo Modena è entrato a far parte delle sale ufficiali del Teatro Nazionale di Genova.

## Descrizione

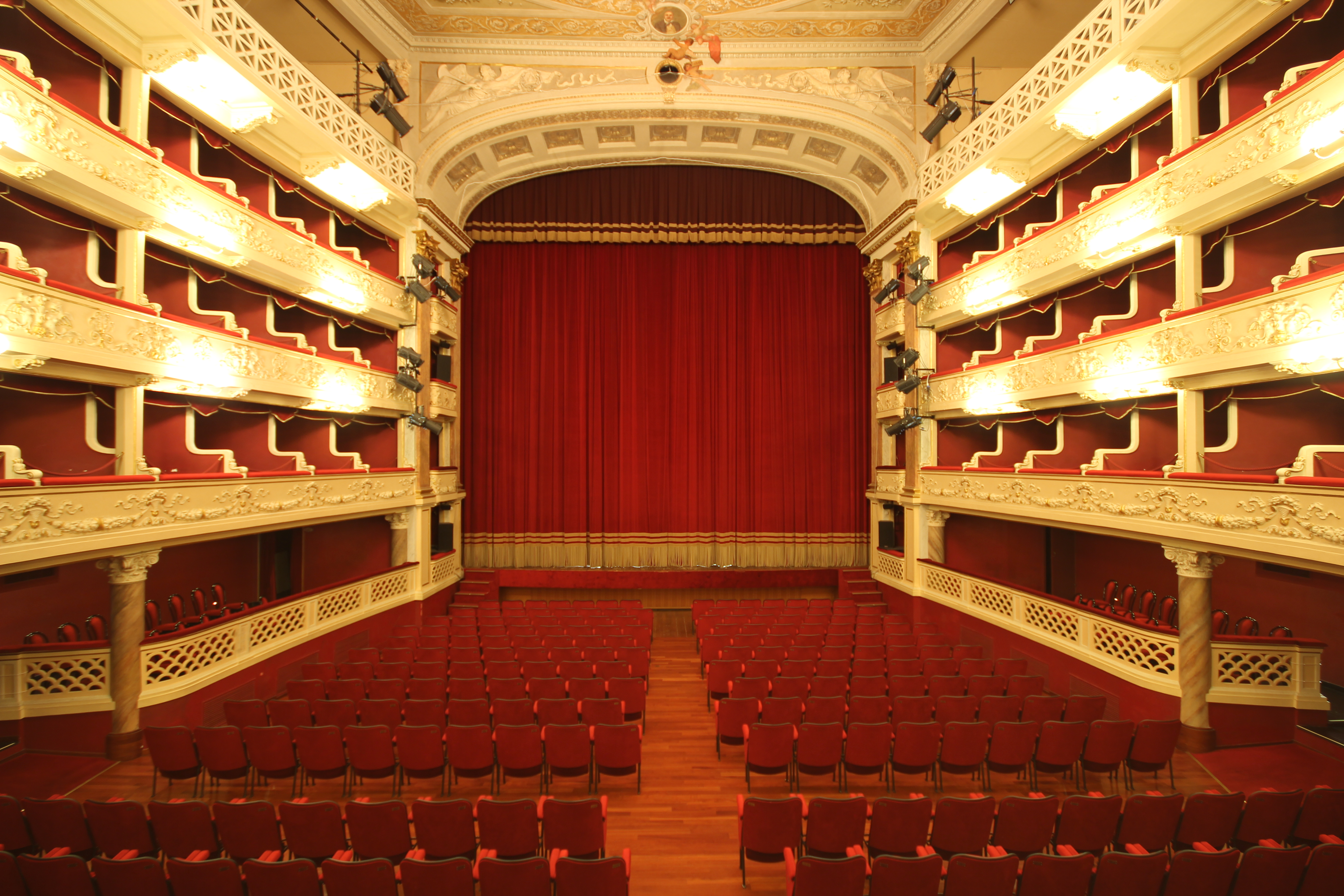
Interno del teatro

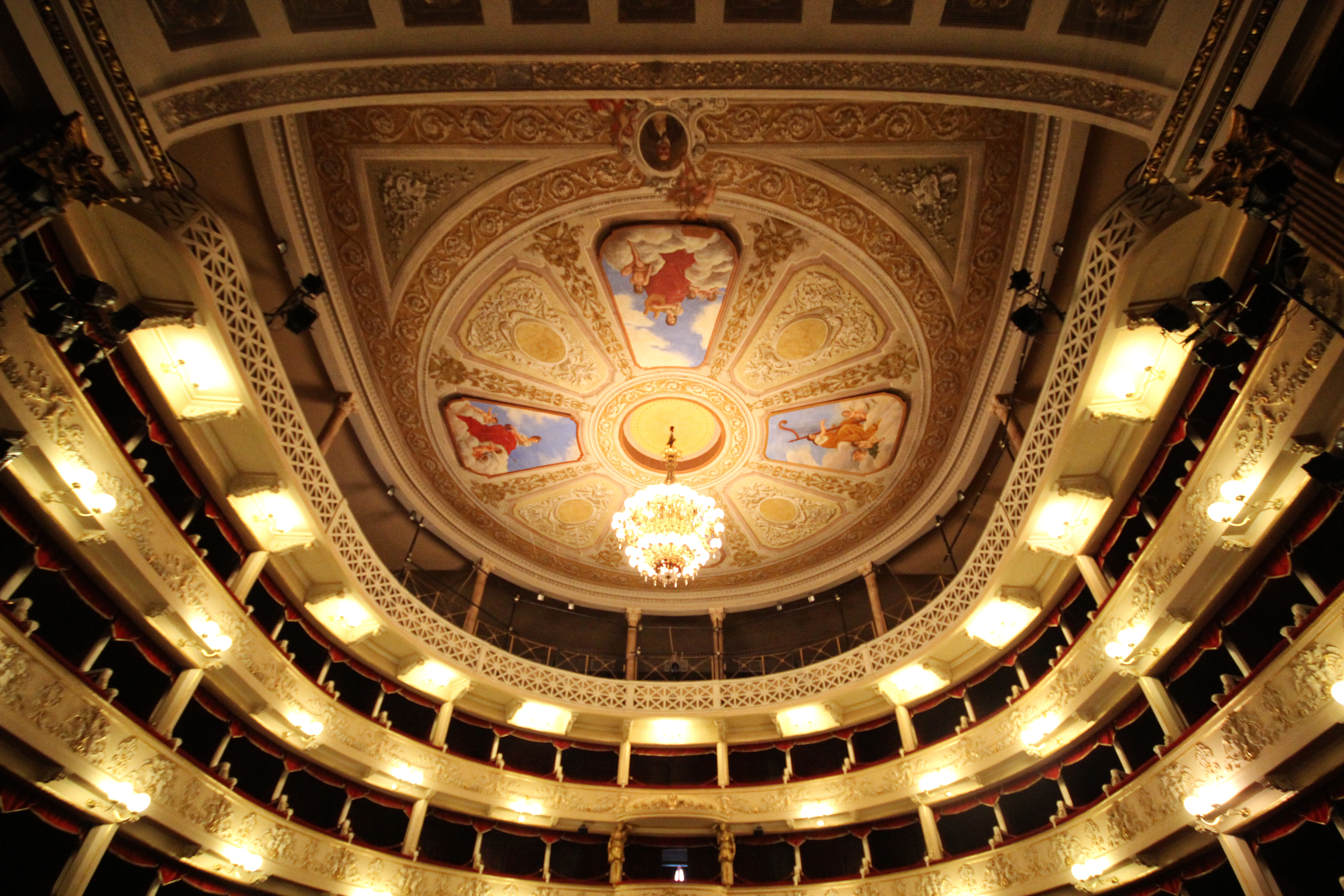
Decorazione della volta

La facciata, in stile neoclassico, ha cinque porte ad arco, di cui le tre centrali unite da un avancorpo con terrazzo, aggiunto nel restauro del 1920, sormontato da quattro semi-colonne ioniche che sorreggono il timpano triangolare che corona in alto la facciata.
L'interno è caratterizzato da una grande sala a ferro di cavallo, circondata da tre ordini di palchi oltre al loggione; oggi può contenere complessivamente 498 spettatori, di cui 349 in platea e i restanti nei 74 palchi (il loggione non è aperto al pubblico), ma in origine poteva ospitare 800 spettatori, portati a 900 nel restauro del 1920. La decorazione della volta è costituita da affreschi di Nicolò Barabino, in parte andati perduti e sostituiti da riproduzioni in tela sovrapposte all'intonaco del soffitto.
Dal 2001, accanto al teatro è stata riqualificata la Sala Mercato, ricavata dalla ristrutturazione dell'ampio adiacente edificio che aveva ospitato dal 1905 fino agli anni novanta il mercato comunale. Questa sala teatrale può contenere fino a 200 spettatori. Dal 2018 sia il Teatro Modena sia la Sala Mercato fanno parte delle sale ufficiali del Teatro Nazionale di Genova.